# Lliga Catalana de curses de muntanya de 2009
La primera edició de la Lliga Catalana de curses de muntanya, s'inicià el 8 de març de 2009 i finalitzà el 8 de novembre del mateix any. El calendari de l'esmentada prova incloïa deu curses de diferents característiques, totes elles amb un mateix denominador comú: recorreguts tècnics per la muntanya.

## Calendari
La lliga 2009 constà de deu proves puntuables:
- 1a Cursa Via Fora! (8 de març) 15 km. a Olost
- 13a Marató de Muntanya Vall del Congost (22 de març) 42 km. i 3780 m de desnivell al Parc Natural del Montseny
- 22a Cursa de l'Alba (10 de maig) 24,3 km i 1000 m de desnivell al Parc Natural de Montserrat
- 2a Marató de Muntanya La Forestal (17 de maig) 42 km. i 2125 m de desnivell al Parc Natural de l'Alt Pirineu
- 20a Cursa 3 Comarques (7 de juny) 26 km. i 1060 m de desnivell a Alpens
- 6a Cursa de la Talaia (4 de juliol) 21 km. i 1000 m de desnivell al Parc Natural del Garraf
- 1a Festa de la Muntanya - Kilòmetre Vertical "ascens" (25 de juliol) 5,5 km. al Puigmal
- 1a Festa de la Muntanya - Kilòmetre Vertical "descens" (26 de juliol) 5,5 km. al Taga
- 2a Cursa de la Guilla (30 d'agost) 25 km. i 1100 m de desnivell a l'Espai Natural de les Guilleries-Savassona
- 4a Cursa Montserrat Nord (8 de novembre) 23 km. i 1100 m de desnivell al Parc Natural de Montserrat

## Puntuació
El sistema de puntuació va en funció de la dificultat de cada prova, seguint els criteris de distància i desnivell. D'aquesta forma, el primer classificat obté el 100% dels punts atorgats a la prova, el segon el 88%, el tercer el 78%, el quart el 70%, el cinquè el 64%, el sisè el 60%, i a partir d'aquí es van restant els punts de 2 en 2, fins a arribar a 2 punts que és el valor que obtindrà tot corredor que finalitzi la cursa. A tall d'exemple, si un corredor guanya una cursa de 45 km. i 2000 m de desnivell acumulat, obtindrà 150 punts (80+70).
Per optar a la classificació final de la lliga cal haver disputat, com a mínim, una marató de muntanya, un kilòmetre vertical en ascens i un altre en descens.
| Distància   | Punts | Desnivell    | Punts |
| ----------- | ----- | ------------ | ----- |
| 0-10 km.    | 50    | 0-1000 m.    | 50    |
| 11-25 km.   | 60    | 1001-1500 m. | 60    |
| 26-40 km.   | 70    | 1501-2500 m. | 70    |
| 41-50 km.   | 80    | 2501-3500 m. | 80    |
| + de 50 km. | 90    | + de 3500 m. | 90    |

## Resultats

### Corredor absolut[1]
| Pos. | Corredor                          | Via. | Con. | Alb. | For. | 3co. | Tal. | Asc. | Des. | Gui. | Mon. | Total punts |
| ---- | --------------------------------- | ---- | ---- | ---- | ---- | ---- | ---- | ---- | ---- | ---- | ---- | ----------- |
| 1r   | Javi Delgado (CE Vilassar de Mar) | 77   | 96   | 93'6 | 105  | 74   | 110  | 77   | 58   | 120  | 70   | 880'6       |
| 2n   | Jordi Martínez (Esportiu Penedès) | 26   | 42   | 60   | 74   | 46   | 62   | 34   | 54   | 72   | 0    | 470         |
| 3r   | Eduard Solà (AE Diedre)           | 50   | 28   | 44   | 84   | 58   | 0    | 44   | 88   | 22   | 2    | 420         |

### Corredora absoluta[2]
| Pos. | Corredora                               | Via. | Con. | Alb. | For. | 3co. | Tal. | Asc. | Des. | Gui.  | Mon. | Total punts |
| ---- | --------------------------------------- | ---- | ---- | ---- | ---- | ---- | ---- | ---- | ---- | ----- | ---- | ----------- |
| 1a   | Maria de M. Casanova (Esportiu Penedès) | 0    | 0    | 0    | 96   | 83'2 | 110  | 96'8 | 78   | 105'6 | 76'8 | 646'4       |
| 2a   | Anna Junque (CEAC)                      | 0    | 96   | 0    | 82   | 64   | 85'8 | 64   | 70   | 70    | 0    | 531'8       |
| 3a   | Mireia Díaz (Independent)               | 0    | 90   | 0    | 90   | 0    | 62   | 62   | 58   | 52    | 50   | 464         |

### Equip campió[3]
| Pos. | Equip            | Via.  | Con.  | Alb.  | For. | 3co.  | Tal. | Asc. | Des. | Gui.  | Mon. | Total punts |
| ---- | ---------------- | ----- | ----- | ----- | ---- | ----- | ---- | ---- | ---- | ----- | ---- | ----------- |
| 1r   | AE Diedre        | 276'8 | 469'6 | 223'6 | 483  | 328'4 | 70   | 164  | 292  | 334'8 | 246  | 2.888'2     |
| 2n   | Esportiu Penedès | 100'4 | 0     | 110   | 174  | 199'2 | 262  | 120  | 170  | 181'6 | 78   | 531'8       |
| 3r   | AE Diedre-2      | 38    | 57    | 36    | 198  | 202   | 8    | 28   | 98   | 236   | 18   | 464         |